# Estelle Ceulemans
Estelle Ceulemans (nascida a 12 de fevereiro de 1970) é uma política e sindicalista belga do Partido Socialista. Foi secretária-geral do FGTB Bruxelas de 2018 a 2024 e foi eleita Deputada ao Parlamento Europeu (MEP) pelo colégio eleitoral francófono nas eleições para o Parlamento Europeu de 2024.

Estelle Ceulemans mars 2025